# Sven Forssman
Sven Otto Forssman (Göteborg, Västra Götaland, 12 de setembre de 1882 – Göteborg, 1 de març de 1919) va ser un gimnasta suec que va competir a primers del segle xx.
El 1908 va prendre part en els Jocs Olímpics de Londres, on guanyà la medalla d'or en la prova del concurs complet per equips, com a membre de l'equip suec.